# Antigonos II Mattathias

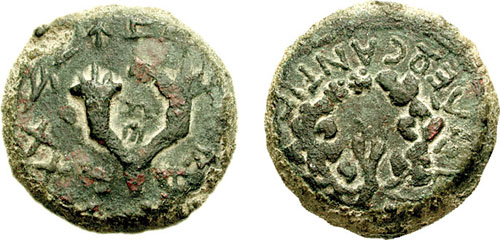
Antigonos mynt.

Antigonos II Mattathias (grekiska Αντίγονος, Antigonos, latin Antigonus), Mattathias Antigonos, var judarnas siste konung av mackabéernas ätt, 40 – 37 f.Kr. Han var son till Aristobulos II av Judeen. År 40 f.Kr. intog han Jerusalem men besegrades och dödades av Herodes den store år 37 f.Kr.